# إليري بورغ جيبسين

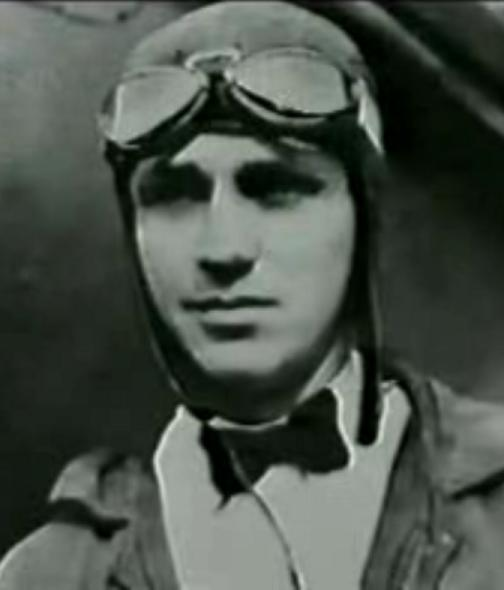
جيبسين، قبل عام 1923

إليري بورغ جيبسين (Elrey Borge Jeppesen) (28 يناير 1907- 26 نوفمبر 1996) كان رائد طيران أمريكي معروف بمساهماته في مجال الملاحة الجوية. عمل كطيار وبدأ في تدوين ملاحظات مفصلة حول المسارات في وقت كان على الطيارين الاعتماد على أكثر من مجرد خرائط طرق للسيارات ومعالم للملاحة. أنشأ كتيبات ومخططات مكنت الطيارين من الطيران بأمان أكبر. وجد أن هناك طلبًا على عمله، فأسس شركة جيبسين في عام 1934 لبيع ما طوره.

## سيرة شخصية

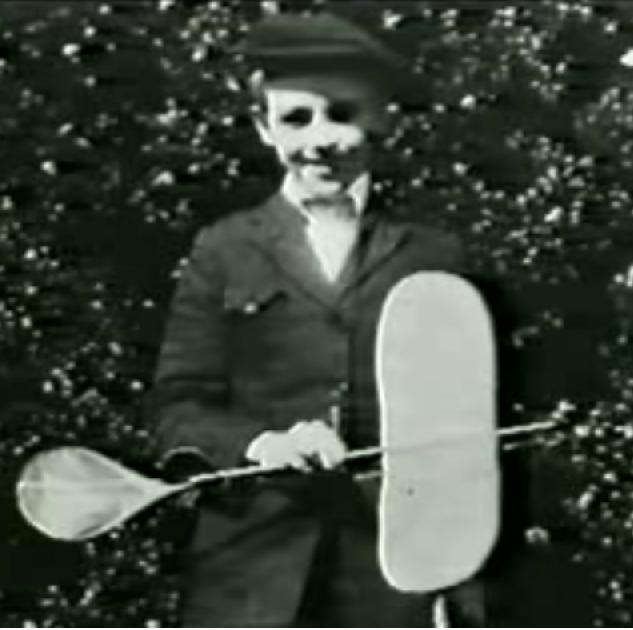
جيبسن في سن 13 أو أقل (التقطت الصورة في موعد لا يتجاوز 1920)

ولد جيبسن في 28 يناير 1907 في بحيرة تشارلز بولاية لويزيانا بالولايات المتحدة. كان والديه مهاجرين من الدنمارك. كان والده، ينس هانز جيبسين، مهندسًا معماريًا وبانيًا تدرب في الدنمارك. نشأ إلري في مزرعة كان والده قد أجازها وأقامها في أوديل بولاية أوريغون قبل أن ينتقل إلى بورتلاند.
عندما كان طفلاً، كان جيبسن يقضي ساعات في مشاهدة النسور وهي تطير، وأصبح الطيران هو هوسه. في عام 1921، تذوق جيبسين البالغ من العمر 14 عامًا طعمه الأول للطيران عندما اصطحبه أحد طياري البارنستورمينغ على متن طائرة كيرتس جي إن-4 «جيني» في رحلة مدتها عشر دقائق مقابل 4 دولارات أمريكية (تعادل 58 دولار في عام 2021).
في عام 1925، عندما كان عمره 18 عامًا، انضم إلى السيرك الطائر في تكس رانكين «كحاجز تذاكر، ومدور مروحة، وماشي على الجناح، وعارض أكروبات جوي». عمل منفردًا بعد أن أنهى ساعتين و 15 دقيقة من دروس الطيران واشترى طائرة «جيني» خاصة به مقابل 500 دولار، مستخدمًا الأموال المقترضة من العملاء على طريق صحيفته. لمدة عامين بدءًا من عام 1928، عمل في شركة (Fairchild Aerial Surveys)، حيث كان يقود المصورين لرسم خريطة للمكسيك في (دي هافيلاند دي إتش-4). في نفس العام، أصدرت حكومة الولايات المتحدة أول تراخيص طيار؛ حصلت جيبسين على رخصة أوريغن رقم 27. رقم رخصة طيرانه 7034 ووقعها أورفيل رايت. وحصل على رخصة طيران مكسيكية تحمل الرقم 34. 
في عام 1930، انضمت جيبسن إلى شركة بوينغ للنقل الجوي كطيار بريد جوي. وفقًا لأحد المصادر، في 15 مايو 1930، كان قائد الرحلة التي تحمل أول مضيفة طيران، إلين تشيرش. (كان هاينريش كوبيس أول مضيف طيران ذكر في عام 1912.)
بينما ساعدت إشارات المسار الجوي في الملاحة الجوية على طرق محددة، اعتمد معظم الطيارين في ذلك الوقت على تقدير الموضع، بشكل عام باستخدام خرائط طرق السيارات (مثل خرائط شركات النفط أو صانعي الخرائط التجاريين) ومسارات السكك الحديدية والمعالم لإيجاد طريقهم. اشترى جيبسين دفتر ملاحظات بقيمة عشرة سنتات وبدأ في تدوين ملاحظات مفصلة حول طرقه. حتى أنه تسلق التلال لتحديد ارتفاعها وجمع أرقام هواتف المزارعين الراغبين في تقديم تقارير الطقس. انتشر الخبر حول «كتابه الأسود الصغير»، وسرعان ما كان يعطي نسخًا لزملائه الطيارين. كان جيبسين أول من صمم إجراءات على الطريق، وإلغاء الإجراءات، وإجراءات الاقتراب، وإجراءات الاقتراب المهملة للغاية.  إذا كان الطقس سيئًا وانخفضت الرؤية إلى الصفر، إذا كان دليل «مسارات جيبسين» (Jeppesen Airway) قد أخطأ في إجراء المقاربة لهذا المطار بعينه، يمكن للطيار استخدامه لتحديد الاتجاه الذي يجب التوجه إليه، وكيفية تخطي أي جبال وكيف عالية في الصعود. اليوم، تستخدم جميع شركات الطيران دليل «مسارات جيبسين» للملاحة. 
في عام 1934، مع زيادة الطلب، أسس جيبسين شركة شركة جيبسين في الطابق السفلي من منزله في مدينة سولت ليك لبيع معلوماته مقابل 10 دولارات للنسخة (تعادل 203 دولار في عام 2021).
في 24 سبتمبر 1936، تزوج جيبسن من مضيفة الطيران نادين ليسكومب. والتي ساعدته في إدارة شركته.
في 10 يونيو 1941، تعرضت جيبسن لحادث في مطار دنفر المحلي. أثناء هبوطها بطائرة خطوط يونايتيد من طراز دوغلاس دي سي-3 في عاصفة ممطرة، اجتاحت منطقة الهبوط، ومرت عبر أضواء حدود المطار وإلى خندق بعمق 3 قدم (1 م) حيث فشل جهاز الهبوط الأيمن. لم يصب الطاقم ولا أي من الركاب الخمسة عشر، لكن الطائرة نفسها تعرضت لأضرار جسيمة.
في الأربعينيات من القرن الماضي، مع اندلاع الحرب العالمية الثانية، أبقى جيش الولايات المتحدة والبحرية جيبسين مشغولًا لأنه زودهم برسومه البيانية. تقاعد جيبسن من شركة يونايتد إيرلاينز (التي اندمجت فيها شركة بوينغ للنقل الجوي) في عام 1954.
في عام 1961، باع جيبسين شركته وظل في منصب رئيس مجلس الإدارة.
في 26 نوفمبر 1996، توفي جيبسن عن عمر يناهز 89 عامًا.

## ميراث
لا تزال شركة جيبسين موجودة حتى اليوم، كشركة تابعة لشركة بوينغ للطائرات التجارية، التي استحوذت على العمل في أكتوبر 2000.
كان هناك تمثال بارتفاع 16 قدم (4.9 م) لجبسين للفنان جورج لوندين في وسط الصالة الرئيسية في مطار دنفر الدولي. حول قاعدة التمثال تم تكريم: «طيار بريد جوي - كابتن طيران - وينغ والكر - رائد ملاحة جوية - بارنستورمر - رائد سلامة جوية - رجل أعمال - مدرس». تم تسمية المحطة الرئيسية أيضًا على شرفه. كان جيبسن أول راكب ينزل من أول رحلة وصلت إلى المطار الجديد، رحلة يونايتد 1474 من كولورادو سبرينغز.
يحتفظ متحف الطيران بمجموعة إليري بورغ جيبسين في أرشيفه. كما يتم عرض نسخة طبق الأصل من الكتاب الأسود الصغير في صالات العرض بالمتحف.

## مرتبة الشرف
- قاعة مشاهير الطيران والفضاء الدولية عام 1995.[13]
- القاعة الوطنية لمشاهير الطيران عام 1990.[14]
- قاعة مشاهير طيران كولورادو عام 1970.[15]
- قاعة الشرف في ولاية أوريغون للطيران.[16]
- قاعة مشاهير الطيران OX5.[14]
- جائزة الخدمة الجديرة بالتقدير من الرابطة الوطنية لطيران الأعمال في مجال الطيران في عام 1965.[14][17]
- جائزة إدوارد وارنر عام 1995.[18]
- جائزة توني جانوس عام 1975.[19]

## روابط خارجية
- إليري بورغ جيبسين على موقع فايند أغريف
- Executive Biography of Elrey B. Jeppesen